# Michal Důras
Michal Důras (* 22. listopadu 1981 v Jihlavě) je bývalý český hokejový útočník. Je odchovancem Dukly Jihlava, svůj první extraligový zápas odehrál v sezóně 2003/2004 za HC Lasselsberger Plzeň. V Plzni hrál do roku 2008, v české nejvyšší soutěži pokračoval v dresu BK Mladá Boleslav. Následně hrál za HC Zlín a Piráty Chomutov, celkem v extralize odehrál 529 zápasů, dalších 318 pak v první lize. V letech 2013–2017 hrál za domovskou Jihlavu, odkud se přesunul do francouzského celku Étoile noire de Strasbourg, toho času v nejvyšší soutěži Ligue Magnus. Od sezóny 2018/2019, ve které klub sestoupil do Divize 1, byl jeho kapitánem. Hráčskou kariéru ukončil po sezóně 2023/2024 a v klubu zůstal jako asistent trenéra.

## Hráčská kariéra
- 1999/2000 - HC Ytong Brno (2. liga)
- 2000/2001 - HC Dukla Jihlava, SK Horácká Slavia Třebíč oba dva (1. liga)
- 2001/2002 - HC Ytong Brno (1. liga)
- 2002/2003 - HC Slovan Ústečtí Lvi (1. liga)
- 2003/2004 – HC Lasselsberger Plzeň, HC Slovan Ústečtí Lvi (1. liga)
- 2004/2005 – HC Lasselsberger Plzeň
- 2005/2006 – HC Lasselsberger Plzeň
- 2006/2007 – HC Lasselsberger Plzeň
- 2007/2008 – HC Lasselsberger Plzeň
- 2008/2009 – HC Lasselsberger Plzeň, BK Mladá Boleslav
- 2009/2010 – PSG Zlín
- 2010/2011 – PSG Zlín
- 2011/2012 – PSG Zlín
- 2012/2013 – Piráti Chomutov
- 2013/2014 – HC Dukla Jihlava (1. liga)
- 2014/2015 – HC Dukla Jihlava, PSG Zlín
- 2015/2016 – HC Dukla Jihlava
- 2016/2017 – HC Dukla Jihlava
- 2017/2018 – Étoile noire de Strasbourg (Ligue Magnus)
- 2018/2019 – Étoile noire de Strasbourg
- 2019/2020 – Étoile noire de Strasbourg (Divize 1)
- 2020/2021 – Étoile noire de Strasbourg
- 2021/2022 – Étoile noire de Strasbourg
- 2022/2023 – Étoile noire de Strasbourg
- 2023/2024 – Étoile noire de Strasbourg